# Inland Empire
Inland Empire (česky vnitrozemská říše), zkráceně I.E. je metropolitní oblast a region Jižní Kalifornie v USA. Nachází se východně od metropolitní oblasti města Los Angeles. Termín „Inland Empire“ je běžně používaný pro označení oblasti oficiálně definované Americkým úřadem pro sčítání lidu jako metropolitní oblast Riverside-San Bernardino-Ontario, která zabírá více než 70,000 km².
Oblast se skládá z okresů Riverside County a San Bernardino County a podle úřadu pro sčítání lidu je domovem více než 4 milionů lidí. Je 12. nejlidnatější metropolitní oblastí ve Spojených státech, a 3. nejrozlehlejší v Kalifornii. Většina obyvatelstva je koncentrovaná v jihozápadním rohu oblasti.
Ke konci 19. století bylo Inland Empire hlavním zemědělským centrem produkujícím citrusy, mléčné výrobky a víno. Zemědělství však během 20. století zaznamenalo úpadek, a od 70. let 20. století rychle rostoucí populace spolu s migrací rodin za levnějším bydlením vedly k více rezidenčnímu, komerčnímu a průmyslovému rozvoji. V Inland Empire se nachází také pouštní letoviska Palm Springs a Palm Desert. Úřad pro sčítání lidu někdy spojuje metropolitní oblasti Inland Empire a Los Angeles do většího regionálního celku známého jako Greater Los Angeles Area s populací přesahující 17 milionů.

## Galerie

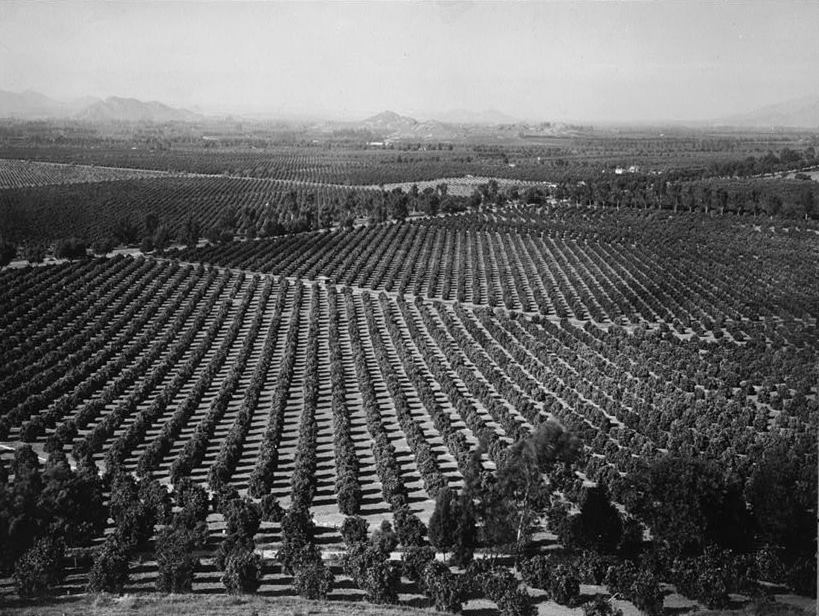
Citrusové háje Arlington Heights v Riverside kolem roku 1903.
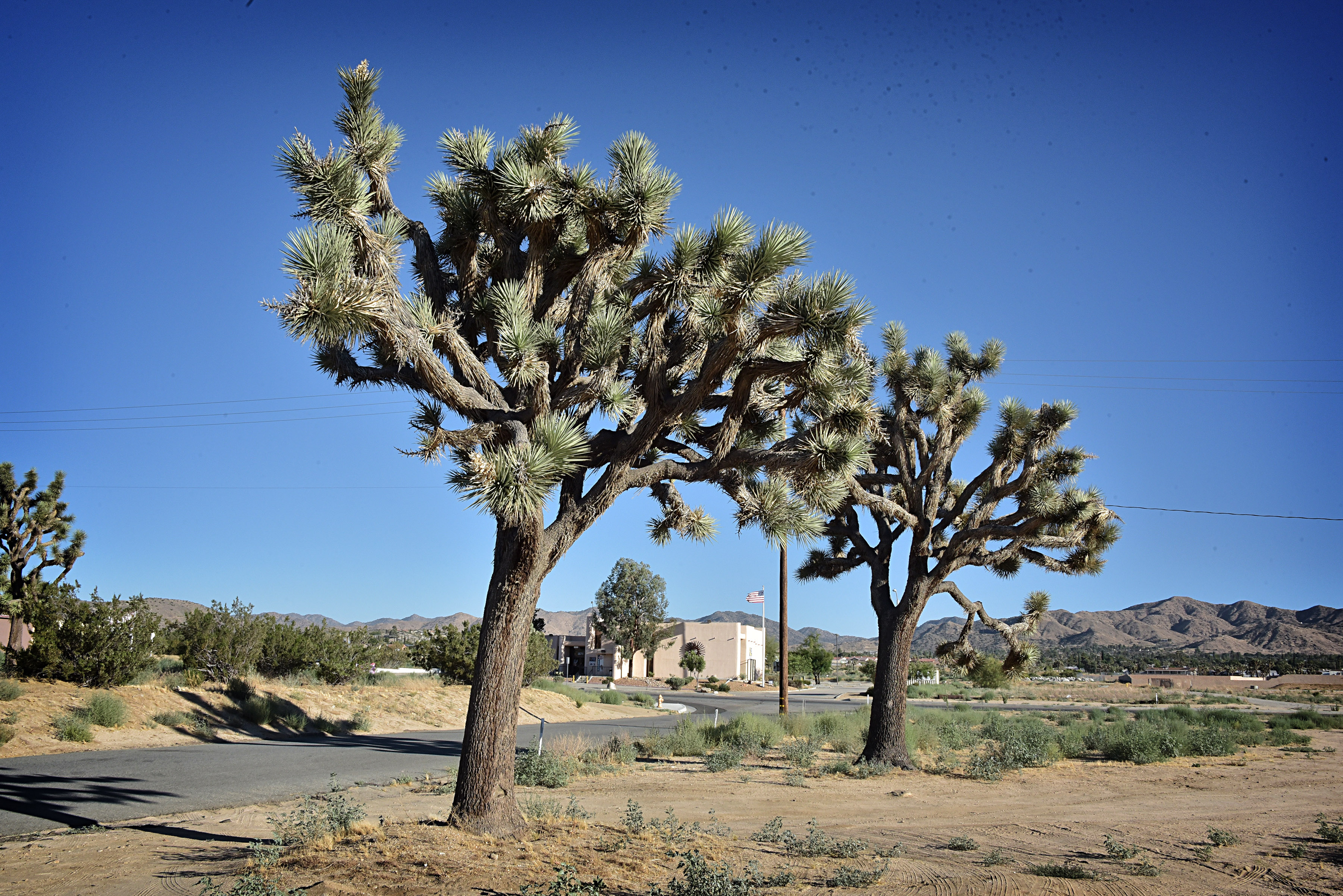
Údolí Yucca v pánvi Morongo.
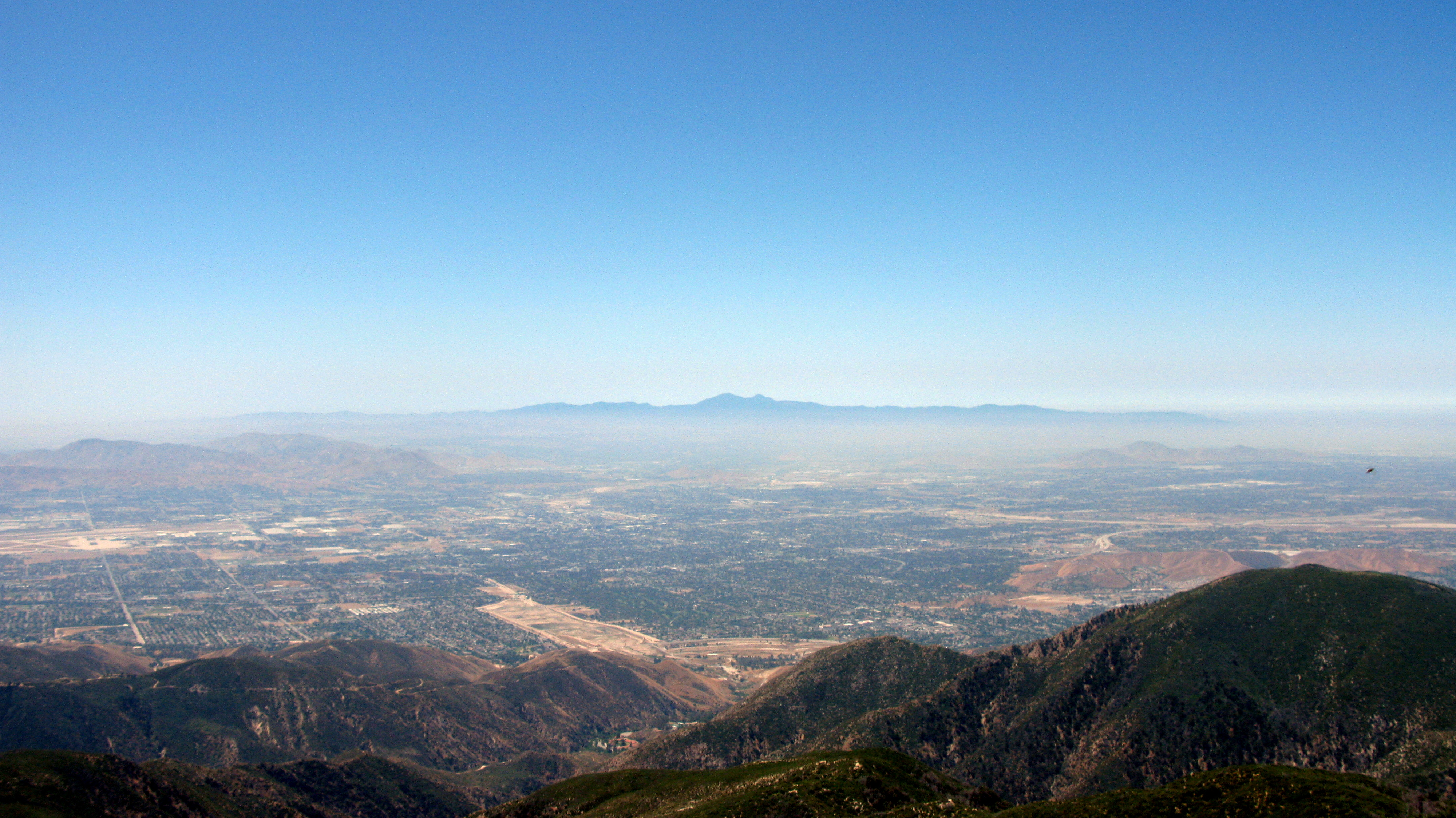
Pohled na San Bernardino Valley ze San Bernardino Mountains. V dáli jsou vidět Santa Ana Mountains.
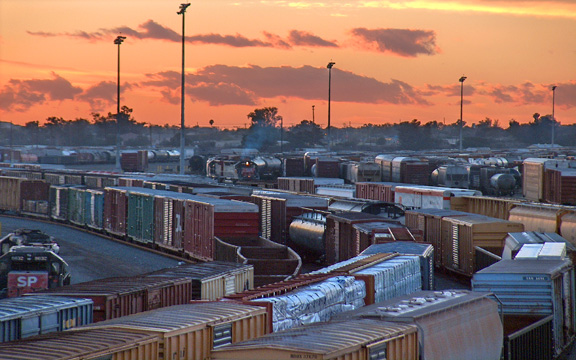
Nákladní vagony ve městě Rialto.
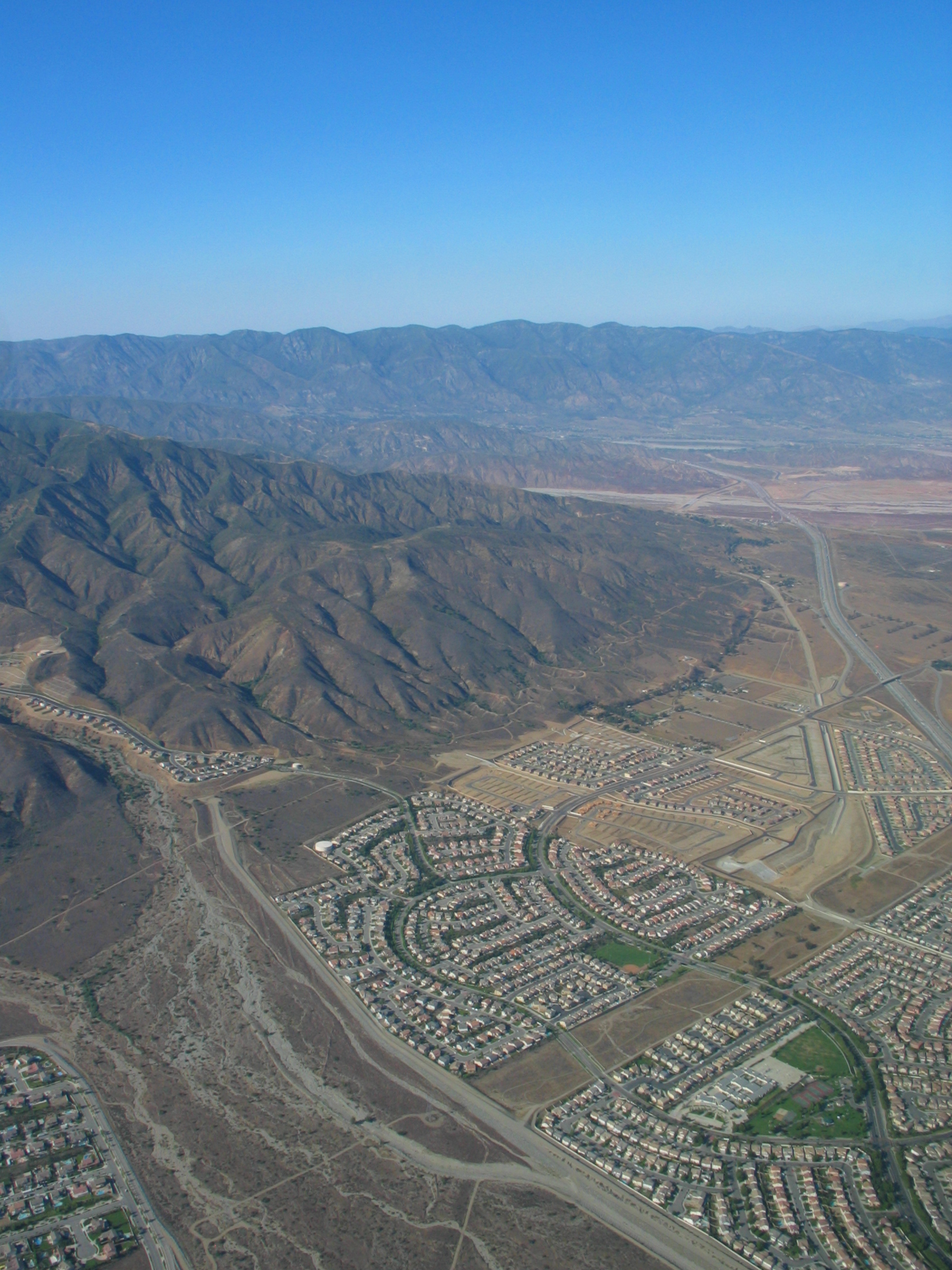
Bytová výstavba ve městě Fontana (Kalifornie), letecký pohled. Od roku 1980 populace města vzrostla o 150 000 obyvatel.